# The Lost Notebooks of Hank Williams
The Lost Notebooks of Hank Williams es un álbum de estudio realizado por varios artistas de folk, country y country rock que añadió música a letras inéditas del cantante Hank Williams. El disco fue publicado el 4 de octubre de 2011.

## Trasfondo
Hank Williams falleció en 1953 a la edad de 29 años mientras viajaba a un concierto que iba a ofrecer en Canton, Ohio. Dentro de su Cadillac, la policía encontró una libreta de letras sin terminar con canciones que Williams nunca grabó.
En 2006, un conserje que trabaja para Sony Music afirmó haber encontrado la libreta de canciones de Williams dentro de un contenedor de basura de Sony. El trabajador dijo que había vendido la libreta de Williams a un representante del Honky-Tonk Hall of Fame. El empleado fue acusado de robo, pero los cargos fueron posteriormente desestimados cuando un juez determinó que la versión del conserje era cierta.
Las letras sin terminar fueron posteriormente devueltas a Sony, que se las entregó a Bob Dylan en 2008 para completar las canciones y publicar un álbum. Dylan completó una canción, mientras que las restantes fueron completadas por Alan Jackson, Norah Jones, Jack White, Lucinda Williams, Vince Gill, Rodney Crowell, Patty Loveless, Levon Helm, Jakob Dylan, Sheryl Crow y Merle Haggard. El álbum, titulado The Lost Notebooks of Hank Williams, fue publicado el 4 de octubre de 2011.

## Recepción
Neil Spencer de The Observer escribió: «El aire de reverencia pende pesadamente, con el humor de Williams y su estilo proto-rockabilly en gran medida ausente... [...] Un ejercicio entretenido, aunque del celebrado canto a la tirolesa de Hank no hay, por desgracia, ninguna señal». Entertainment Weekly describió las interpretaciones de los artistas como «melodías originales, algunas demasiado pálidas por la fuerza de las letras, que van desde lo profundamente romántico a lo agresivo».
The Daily Telegraph otorgó al álbum cuatro de un total de cinco estrellas en una reseña favorable: «Es raro que cualquier publicación póstuma se convierta en una parte esencial del canon de un artista. Pero el álbum es bello, no obstante, el cuidado puesto en él confirma la exaltada posición de Williams en la torre de la canción». Stephen Thomas Erlewine de Allmusic comentó que los artistas lo «trataron con respeto, pero no con reverencia indebida, algo que une a todos los artistas aquí» y lo definió como «algo real, imperfecto y resonante».

## Lista de canciones
| N.º | Título | Artista | Duración |  |

## Posición en listas
| País           | Lista                             | Posición |
| -------------- | --------------------------------- | -------- |
| Estados Unidos | U.S. Billboard Top Country Albums | 11       |
| Estados Unidos | U.S. Billboard 200                | 42       |